# Ernő Doma
Ernő Doma (* 26. Dezember 1974) ist ein ehemaliger ungarischer Fußballspieler und nunmehriger -trainer.

## Karriere

### Als Spieler
Doma kam 2000 nach Österreich zum unterklassigen TSV Grein. Danach spielte er ab 2002 für den SVU Mauer. Bis 2012 war er noch für diverse andere unterklassige Vereine in Österreich im Einsatz.
Zwischen 2014 und 2017 spielte er wieder in Ungarn, wo er für den Budatétény SE aktiv war. Im September 2017 spielte er kurzzeitig für die SU Schenkenfelden wieder in Österreich.

### Als Trainer
Bereits seit Mai 2004 ist Doma im Besitz der UEFA-B-Lizenz; im Juli 2007 folgte die UEFA-A-Lizenz. In der Saison 2012/13 trainierte er den FCU Neustadtl mit Spielbetrieb in der siebentklassigen 1. Klasse West.
Doma wurde in der Winterpause der Saison 2017/18 Trainer der Amateure des FC Blau-Weiß Linz, nachdem er davor ein halbes Jahr den Siebenligisten SU Schenkenfelden trainiert hatte. Nach dem Abgang von Bernhard Straif wurde er im September 2018 zusätzlich Co-Trainer von Thomas Sageder bei den Profis der Linzer.
Nach dem Rücktritt von Sageder wurde Doma im März 2019 interimistisch Cheftrainer von Blau-Weiß Linz. Nach vier Spielen als Trainer wurde er im April 2019 von Goran Djuricin abgelöst und Doma wurde wieder Co-Trainer. Im Jänner 2022 übernahm er zusätzlich zu seiner Funktion als Co-Trainer der ersten Mannschaft auch noch das Cheftraineramt der zweiten Mannschaft und bekleidete dies Position bis Saisonende 2022/23.
Im Sommer 2024 wurde er Trainer der siebentklassigen Union Bad Kreuzen, verließ den Verein jedoch wieder in der Winterpause, als er die Möglichkeit bekam, den SCU Ardagger aus der Niederösterreichischen Landesliga zu trainieren.